# Vranino, Dobrici
Vranino (în bulgară Вранино, în română Gargalâc) este un sat în comuna Kavarna, regiunea Dobrici, Dobrogea de Sud, Bulgaria. 
Între anii 1913-1940 a făcut parte din plasa Balcic a județului Caliacra, România.

## Demografie
Componența etnică a satului Vranino
     Bulgari (34,58%)
     Romi (9,16%)
     Nicio identificare (56,25%)
     Altele (0%)
La recensământul din 2011, populația satului Vranino era de 240 locuitori. Nu există o etnie majoritară, locuitorii fiind bulgari (34,58%) și romi (9,16%). Pentru 56,25% din locuitori nu este cunoscută apartenența etnică.

## Personalități născute aici
- Mihai Bucovală (1939 - 2000), arheolog.